# Corvo-marinho-javanês
Corvo-marinho-javanês ou corvo-marinho-pequeno-oriental (Microcarbo niger) é uma espécie de ave suliforme da família Phalacrocoracidae. Ligeiramente menor que o corvo-marinho-indiano, não tem cabeça pontiaguda e tem o bico mais curto. Encontra-se amplamente distribuído pelo subcontinente indiano e a sua área de ocorrência estende-se para leste até Java.

## Taxonomia
A espécie é monotípica (não são reconhecidas subespécies).